# Жаналык (Аксуский район)
Жаналык (каз. Жаңалық) — село в Аксуском районе Жетысуской области Казахстана. Административный центр и единственный населённый пункт Жаналыкского сельского округа. Код КАТО — 193245100.

## Население
В 1999 году население села составляло 995 человек (490 мужчин и 505 женщин). По данным переписи 2009 года, в селе проживало 900 человек (462 мужчины и 438 женщин).